# Un somni per a ella
Un somni per a ella  (títol original: What a Girl Wants) és una pel·lícula estatunidenca dirigida per Dennie Gordon, estrenada l'any 2003. Protagonitzada per l'actriu Amanda Bynes. Aquest film està basat en l'obra de William Douglas-Home, The Reluctant Debutante. Ha estat doblada al català

## Argument
Determinada a trobar el seu pare natural i provar que l'amor és més fort que tot, Daphné (Amanda Bynes) va a Londres per descobrir que el seu pare no és cap altre que Lord Henry Dashwood (Colin Firth), un influent aristòcrata polític. Veient que el seu comportament i el seu temperament trastoquen l'alta societat, posant en perill la carrera política del seu pare i la seva relació amb ell, Daphné accepta de jugar el joc del protocol i de la bona educació, esperant així agradar al seu pare i integrar-se a la seva nova família. S'adona ràpidament que la seva vida somiada no és tan rosa com se la imaginava. El seu company Ian Wallace (Oliver James) rebutja parlar-li i acabar per tornar a Nova York. Però el seu pare acaba per comprendre que és l'única cosa que compta a la seva vida, renuncia a les eleccions que haurien pogut fer-lo primer ministre britànic, i va a trobar-la a Nova York amb Ian. L'única cosa? No exactament. Els pares estan separats voluntàriament pel pare de la nova promesa del Lord. Per a ell, ella ha marxat amb un altre. Per ella, ell volia que se n'anés.

## Repartiment
- Amanda Bynes: Daphné
- Oliver James: Ian Wallas
- Colin Firth: Henry Dashwood
- Kelly Preston: Libby Reynolds
- Anna Chancellor: Glynnis Payne
- Christina Cole: Clarissa Payne
- Jonathan Pryce: Alistair Payne
- Tara Summers: Noelle
- Eileen Atkins: Jocelyn Dashwood
- Charlie Beall: Rufus

## Al voltant de la pel·lícula
Alquest film és el remake de The Reluctant Debutante de Vincente Minnelli (1958).
Anna Chancellor que interpreta el paper de Glynnis Payne ja ha actuat al costat de Colin Firth. L'any 1995 ella ambicionava Mr. Darcy (Colin Firth) com a Caroline Bingley a l'adaptació d'Orgull i Prejudicis de la BBC. Avui ella desitja Henry Dashwood (Colin Firth) com a Glynnis Payne. Actua també al seu costat al film St. Trinian's.